# Лозинський Аскольд Євгенович
Аско́льд Лози́нський (нар. 8 лютого 1952, Нью-Йорк) — президент Світового конґресу українців (1998—2008), юрист.

## Життєпис

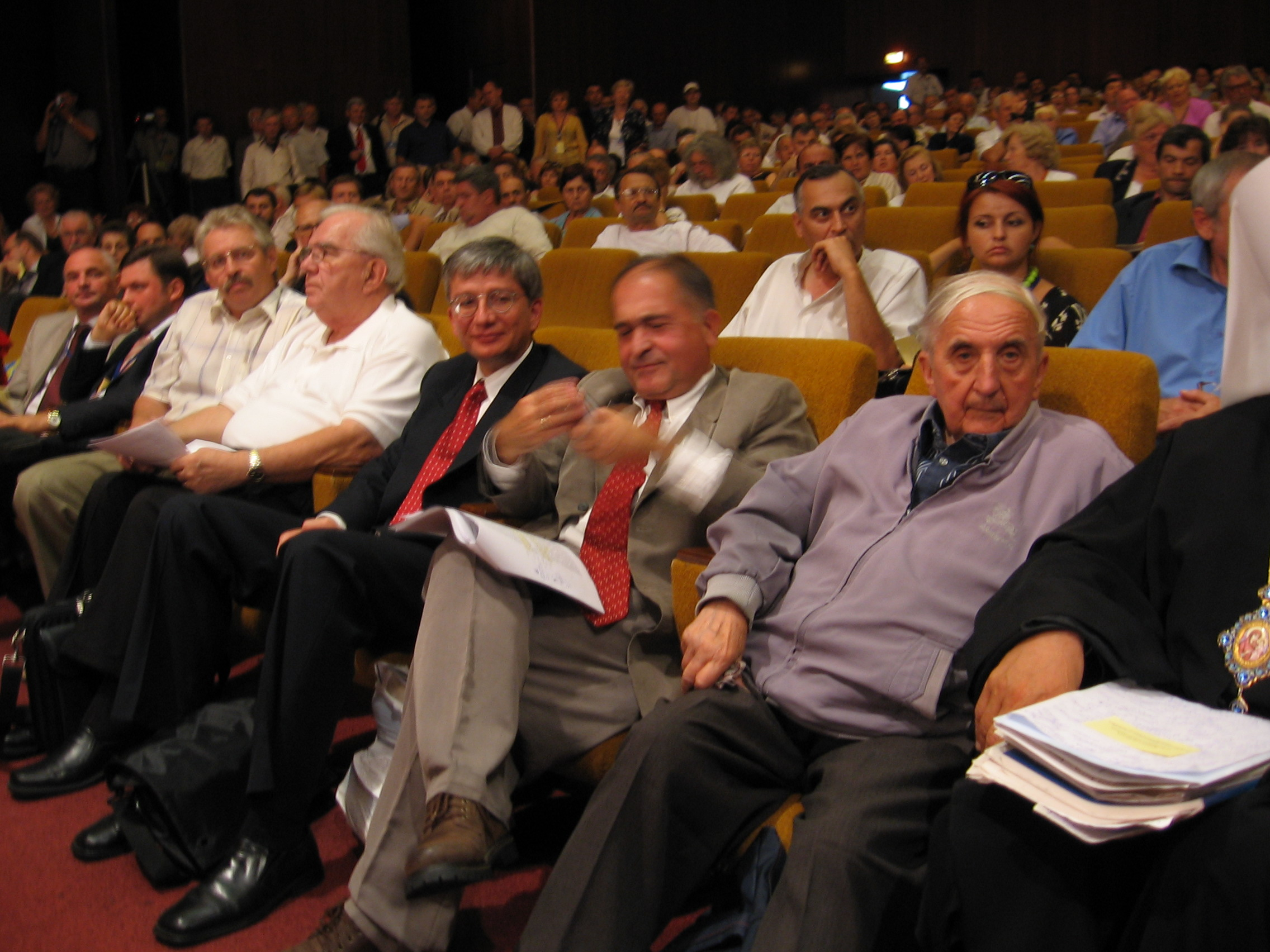
Всесвітній форум українців-2006.

Народився 8 лютого 1952 р. в Нью-Йорку в сім'ї українських емігрантів, які прибули до США в 1951 р., в час третьої політичної хвилі української еміграції. Третя хвиля української еміграції знаменна тим, що серед неї була велика кількість інтелігенції та науковців. Вони сприяли розквітові українського політичного, громадського, культурного та релігійного життя в діаспорі. Цих емігрантів об'єднувала відданість ідеї незалежності України й відновлення української суверенної держави. Вони постійно виступали проти русифікації української мови й культури. Різко протестували проти ув'язнення чи фізичного нищення українських дисидентів.
Мати — Марія, до шлюбу Сафіян (1921, Копичинці), виконавиця головної ролі в українському фільмі «До добра і краси».

## Кар'єра

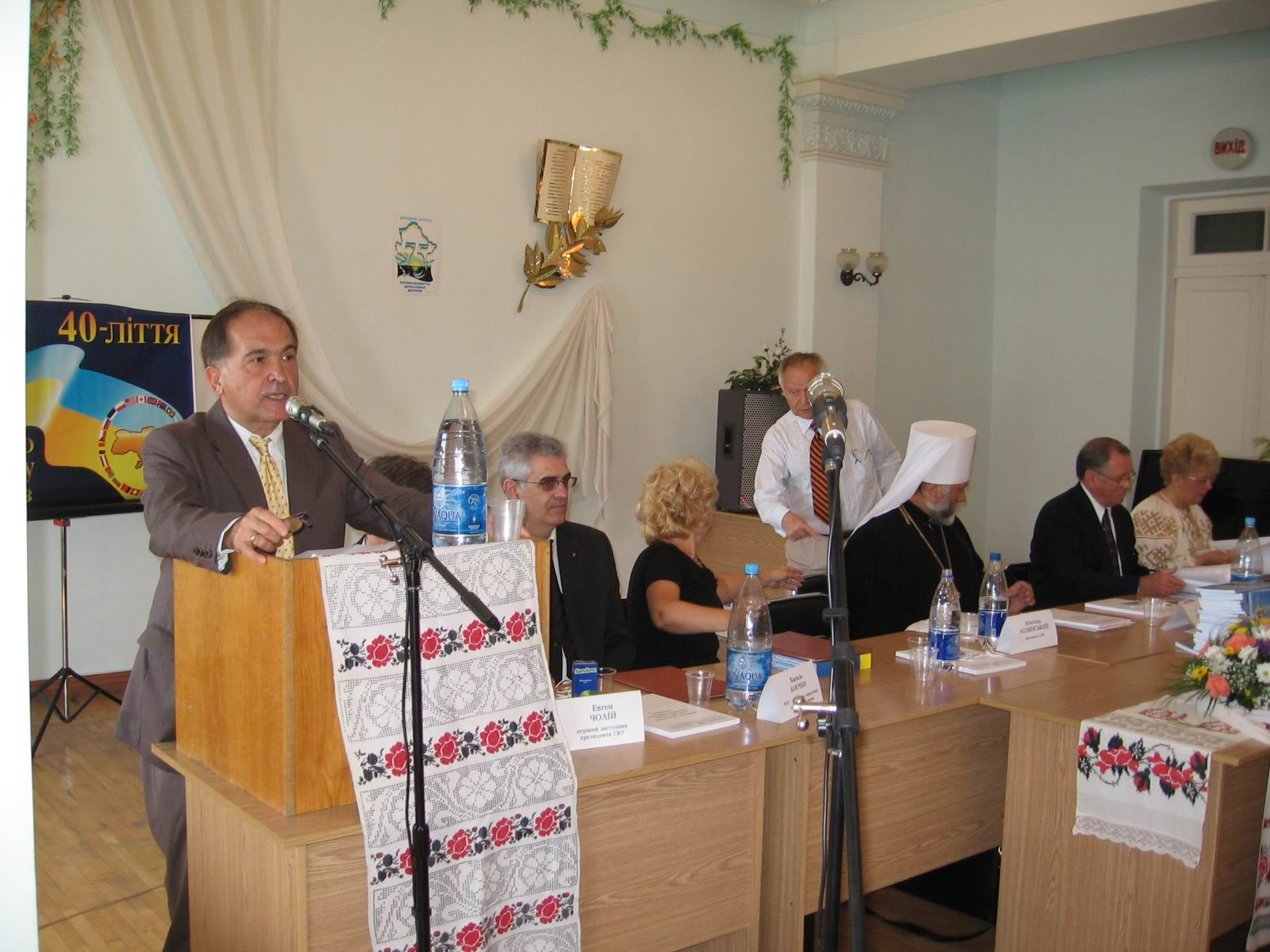
Аскольд Лозинський виступає на засіданні Ради директорів Світового Конґресу Українців, 2007 рік. м. Донецьк.

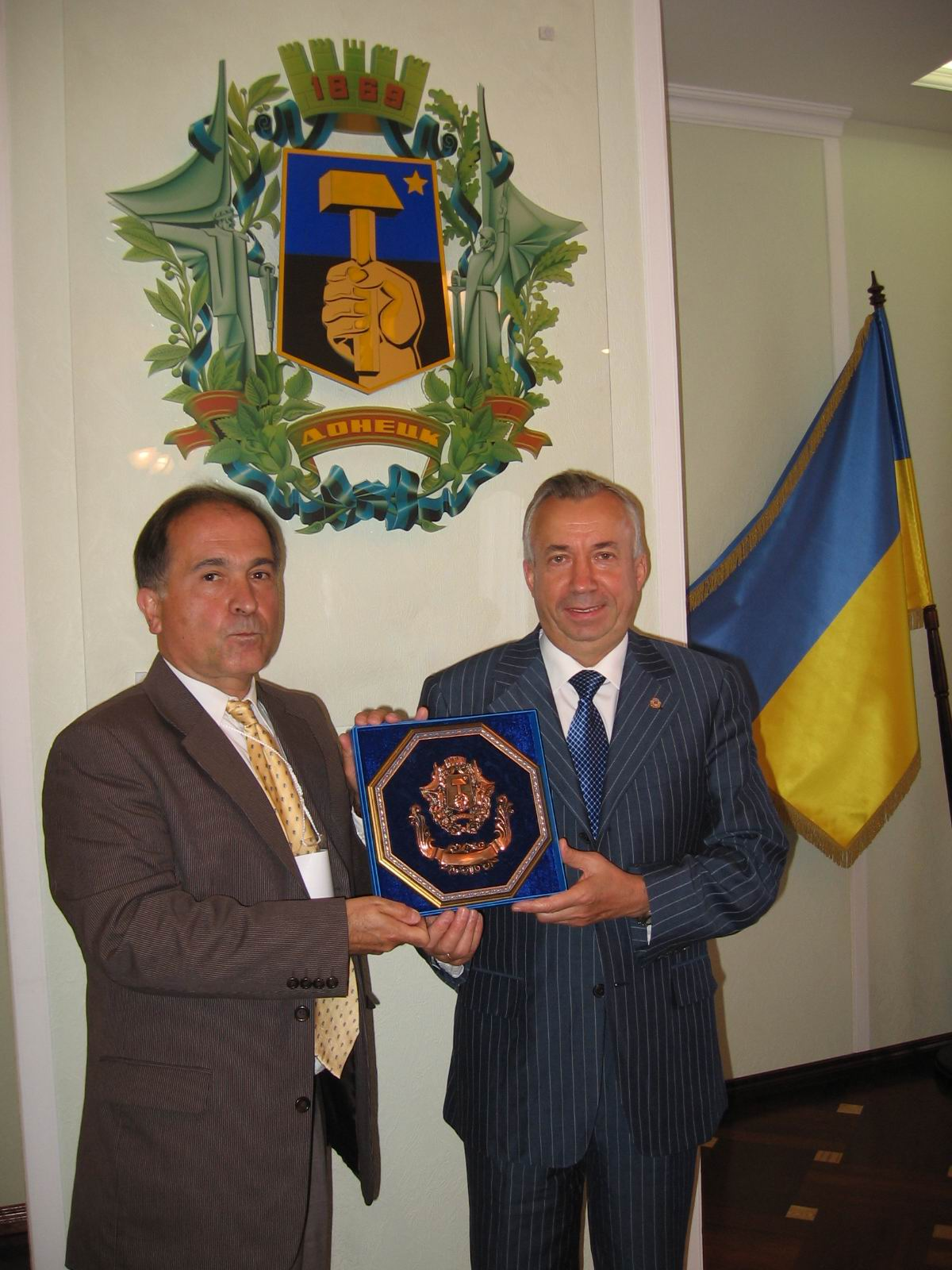
Аскольд Лозинський приймає символічний дарунок — герб міста Донецька від мера Олександра Лук'янченка, 2007 рік

Свою роботу з об'єднання світового українства розпочав ще замолоду, однак добре розумів, що для успішної праці йому необхідна добра освіта. Тож у 1969 р. Аскольд закінчив гімназію «Реджіс» у Нью-Йорку, а в 1973 р. — коледж «Фордхам» і здобув ступінь бакалавра за спеціальністю класична філологія. В 1976 р. закінчив юридичний факультет університету «Фордхам». Здобув науковий ступінь доктора. В 1977 р. увійшов до складу адвокатури міста Нью-Йорка. Спеціалізацією Лозинського були майнове право, торговельні операції, майно. Він член Федеральної адвокатури Південного і Східного Нью-Йорку.
Одружений, має сина і доньку. Його сестра Кий Лариса — президент Злученого українсько-американського допомогового комітету.
На шляху об'єднання світового українства Аскольд Лозинський обіймав посади:
- головного редактора українсько-американського студентського часопису — 1971—1974;
- президента Української студентської організації — 1973—1975;
- президента Українсько-американської молодіжної асоціації — 1980—1989;
- члена Ради директорів Організації американської допомоги у світі — 1981—1985;
- віцепрезидента Українського конгресового комітету Америки (організація представляє українців США) — 1989—1992;
- президента Українського конгресового комітету Америки — (1992—2016)

Крім того, Аскольд Лозинський є членом правління багатьох українсько-американських та світових українських організацій, а також професійних асоціацій США. Активно об'єднує світову українську спільноту за кордоном. З цією метою не раз зустрічався з президентами США, України, Польщі. Нагороджений орденом України «За заслуги» II ступеня та відзнаками організацій українців у світі.
Коли у середині 1960-х років головно в Канаді та Сполучених Штатах створили так званий Світовий конгрес вільних українців (СКВУ), який після утворення Української держави трансформувався у Світовий конґрес українців (СКУ) та поширив свій вплив на європейські країни та на терени держав, що утворилися на уламках колишнього СРСР, його президентом у 1998 р. став Аскольд Лозинський. Нині нарівні з УВКР Світовий конґрес українців (організація представляє українців, які мешкають поза межами України) є ще однією міжнародною організацією, покликаною об'єднувати українців.
Один із сподвижників проведення з'їздів, конгресів і форумів світового українства, надання представниками діаспори допомоги (в тому числі і матеріальної) історичній Батьківщині та вихідцям з неї.

## Публікації та книги
- Статті в газеті ДЕНЬ [Архівовано 25 вересня 2018 у Wayback Machine.]
- «Погляд на Україну. Записки з нью-йоркського зошита» (2018)
- «Ukrainian Prism» (2022)
- «Плекав їх біль по втраті про подружжя Євгена та Марії Лозинських»
- «Бо москалі — чужі люде…» / Аскольд Лозинський. — Львів, 2023. — 328 с. — ISBN 978-617-8055-89-9
- «Ukraine: Slaying the Two-Headed Eagle» (2023)
- «Мрія, слово і чин: збірник на пошану Володимира Янева (відгуки, рецензії, спогади)» / Наукове товариство ім. Шевченка; ред. кол.: Л. Рудницький, А. Карась, А. Лозинський. — Львів ; Мюнхен; Нью-Йорк, 2023. — 208 с. — ISBN 978-617-7546-12-1

## Нагороди
- Відзнака «Симон Петлюра. Журналістика і Державність» (2021).[6]
- Орден України «За заслуги» ІІ ступеня (2006).